# Sabadel-Lauzès
 Sabadel-Lauzès  (en occitano Sabadèl) es una población y comuna francesa, situada en la región de Mediodía-Pirineos, departamento de Lot, en el distrito de Cahors y cantón de Lauzès.

## Demografía
| 144 | 115 | 135 | 138 | 116 | 114 |
| Para los censos de 1962 a 1999 la población legal corresponde a la población sin duplicidades (Fuente: INSEE [Consultar]) |     |     |     |     |     |